# スカイウォッカ
スカイウォッカ（SKYY vodka）は、アメリカ合衆国のウォッカである。

## 概要
スカイウォッカはカリフォルニア州サンフランシスコでスカイスピリッツLLCにより製造される。
スカイ90ウォッカはプルーフ90で、マティーニ飲用者向けの高級ブランドである。スカイスピリッツLLCが1992年に設立された際、スカイウォッカは同社の最初の製品であった。創設者モーリス・カンバー（en:Maurice Kanbar）によれば、ウォッカは特有の蒸留プロセスによってほとんど不純物なし（en:Congener-free）である。コバルトブルーの瓶とプラスティックラベルが目印である。2008年、スカイは新たに5種類のスカイウォッカを生産ラインに加えた。スカイインフュージョンなどがそれである。

## 製造

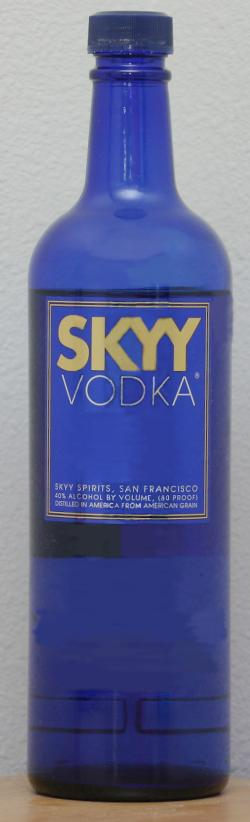
スカイウォッカ750ml瓶。カリフォルニアの澄んだ青空がモチーフ。

製品の実際の製造と瓶詰めは、カリフォルニア州サンノゼにあるフランクリン・ディスティラーズ・プロダクツ（Frank-Lin Distillers Products）への外部委託である。
瓶詰め前のエタノールは貨物列車のタンク車でサンノゼの操車場近くのフランクリンの工場そばまで運ばれる。フランクリンでエタノールは、ろ過とイオン除去をした水と混合される。風味が加えられ、生産物は瓶詰めされる。一定の生産水準を確保するために、アメリカの主要な42の瓶詰め機械会社の機械を使う。
エタノールは、カンザス州アチソンのMGPイングレディエンツ社（MGP Ingredients）から購入している。 同社は飲料用、工業用、燃料用エタノール量産の製造会社である。 MGP社は、小麦を製造工程の原料に使う。蒸留工場はイリノイ州ペキン（en:Pekin, Illinois）にあり、天然ガスで稼動しているが、アメリカ合衆国環境保護庁の認可は、石炭で工場を稼動するようにという要求である。